# ان‌جی‌سی ۷۱
ان‌جی‌سی ۷۱ (به انگلیسی: NGC 71) یک کهکشان عدسی با قدر ظاهری ۱۴٫۸ است که در صورت فلکی زن برزنجیر قرار دارد.